# Rafael Tuegols
Rafael Eulogio Tuegols (Buenos Aires, 11 de marzo de 1889 – ídem, 23 de abril de 1960) fue un compositor y músico argentino que se dedicó al género del tango como guitarrista, violinista y compositor.

## Actividad profesional
Inicialmente era ejecutante de guitarra y después pasó al violín. Después de trabajar en orquestas de zarzuelas en diversos teatros se dedicó a la música de tango a partir aproximadamente de 1911, cuando en forma casual ejecutó esa música en el terceto de Eduardo Arolas en el café "La Buseca", de la ciudad de Avellaneda.
Hacia 1913 integró el cuarteto de Antonio Gutman, quien usaba el nombre de Antonio Guzmán y era apodado el "Ruso Antonio", con el cual trabajó en un café del barrio de Boedo. Después estuvo con Luis Riccardi en el cabaret "Montmartre" y, más adelante, se une con Riccardi y Luis Bernstein ("Don Goyo") en el conjunto con el que Arolas tocaba en el "Tabarín" de la calle Suipacha. Arolas se fue a Europa y a partir de allí Rafael Tuegols pasa por varias orquestas típicas, entre las cuales estaban las de Francisco Canaro, la de Humberto Canaro y la de Anselmo Aieta e incluso tuvo su propia orquesta.
Trabajó tocando tango con su violín en diversos locales: en Buenos Aires, entre otros, "Maipú Pigalls", "La Paloma", "La Morocha", "Botafogo", "C.T.V.", "Bar Iglesias", y en Montevideo, el bar "Victoria" y el teatro "Solís" en Montevideo.
Si bien desde 1914 estuvo componiendo, es en 1917 cuando trasciende con la publicación de Ave negra, al que siguieron muchos más: Allanamiento, La Atropellada, Barrio Piñeyro, La Chica del volante, Muchacho de ley, Pa' que bronqués, Rosina, Si pudiera regresar, Tratála con cariño, La Uruguayita, Viejos pagos, entre otros.
Gardel grabó sus tangos Beso ingrato, La gayola (1927), Lo que fuiste, Midinette porteña, Príncipe, Zorro gris y el vals Yo te imploro.
Tuegols falleció en Buenos Aires el 23 de abril de 1960.

## Obras
- A mi juego me llamaron (1942)
- El anciano
- Ayer soñé (1947) con Santiago Adamini
- Beso ingrato (1959) con Carlos Camba
- Compañera gaucha
- Decreto (1940) con Roberto Roncayoli
- La gatita (1940) con Francisco García Jiménez
- La gayola (1927) con Armando Tagini
- Lo que fuiste (1940) con Francisco García Jiménez
- Midinette porteña (1959) con Carlos Camba
- Milonga del mozo guapo
- Muchacho de ley (1939) con Armando Tagini
- Príncipe (1973) con Anselmo Aieta
- Se acabaron los guapos (1951) con Alfredo Tropiani
- La serranita
- Servite un amargo (1942) con Juan Carlos Marambio Catán
- El trovero (1940) con Agustín Irusta
- Zorro gris (1920) con Francisco García Jiménez